# 바르바라 아우어
바르바라 아우어(Barbara Auer, 1959년 2월 1일 ~ )는 독일의 배우이다.

## 출연 작품
- 트랜짓 (2018)
- 크레이그 (2017)
- 리뎀션 로드 (2017)
- 베네데 (2017)
- 조나단 (2016)
- 테이크 굿 케어 오브 힘 (2012)
- 아이 네버 톨드 유 (2011)
- 엘피 브리스트 (2009)
- 옐라 (2007)
- 나는 또 다른 여자다 (2006)
- 임파서블 유어즈 (2006)
- 쌍둥이 자매 (2002)
- 내가 속한 나라 (2000)
- 니콜라이 교회 (1995)
- 감정의 힘 (1983)